# Plongeon aux Jeux olympiques d'été de 2004
Navigation
Sydney 2000 Pékin 2008
À l'occasion des Jeux olympiques d'été de 2004, huit compétitions de plongeon furent organisés du 14 au 28 août dans le Centre olympique aquatique situé à Athènes. 125 plongeurs venus de 30 pays se disputèrent les 24 médailles mises en jeu.
Les plongeurs chinois remportent une majorité des podiums et titres décernés et s'affirment un peu plus comme la nouvelle nation forte du plongeon. Ils devancent l'Australie au tableau des médailles. Pour la première fois depuis 1912 et sans compter le boycott de 1980, les États-Unis ne décrochent aucune récompense alors que la discipline fut grande pourvoyeuse de médailles tout au long du XXe siècle. Lors de la précédente édition déjà, les plongeurs américains n'avaient remporté qu'une médaille (en or).

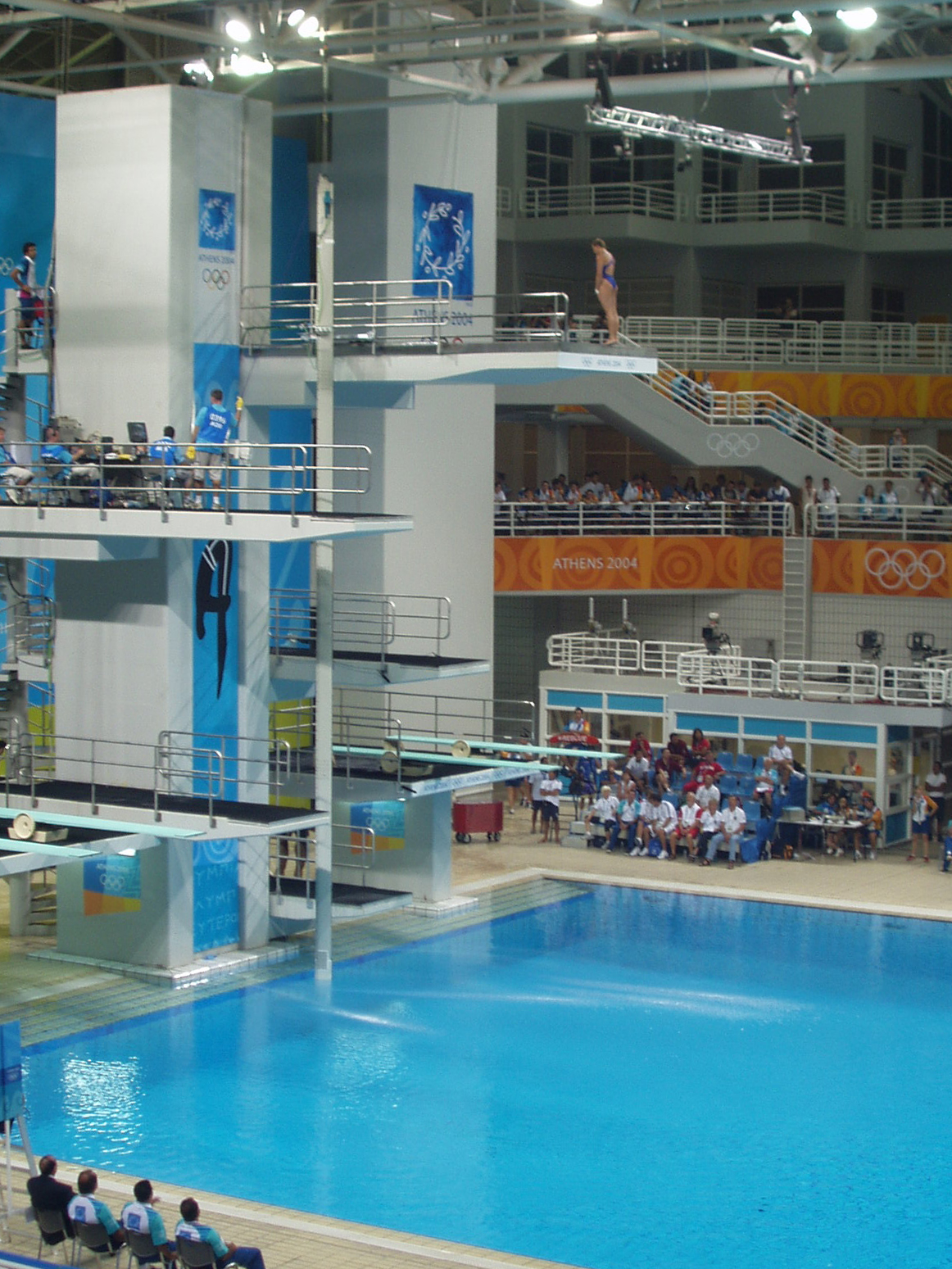
Épreuve féminine de la plateforme à 10 m au Centre olympique aquatique.

## Tableau des médailles pour le plongeon
| Place | Nation      | Médaille d'or | Médaille d'argent | Médaille de bronze | Total |
| ----- | ----------- | ------------- | ----------------- | ------------------ | ----- |
| 1     | Chine       | 6             | 2                 | 1                  | 9     |
| 2     | Australie   | 1             | 1                 | 4                  | 6     |
| 3     | Grèce       | 1             | 0                 | 0                  | 1     |
| 4     | Russie      | 0             | 2                 | 2                  | 4     |
| 5     | Canada      | 0             | 1                 | 1                  | 2     |
| 6     | Allemagne   | 0             | 1                 | 0                  | 1     |
| 6     | Royaume-Uni | 0             | 1                 | 0                  | 1     |

## Participants par nations
| - Afrique du Sud (1) - Allemagne (10) - Australie (7) - Autriche (2) - Bermudes (1) - Biélorussie (3) - Brésil (3) - Canada (6) - Chine (10) - Colombie (1) | - Corée du Nord (3) - Cuba (6) - Espagne (4) - États-Unis (10) - Finlande (2) - France (1) - Grèce (8) - Hongrie (3) - Italie (6) - Japon (1) | - Malaisie (3) - Mexique (5) - Porto Rico (1) - Roumanie (1) - Royaume-Uni (7) - Russie (9) - Suède (1) - Suisse (1) - Ukraine (8) - Venezuela (1) |

## Résultats
Classements des finales

### Tremplin 3 mètres
| Rang               | Pays       | Plongeur            | Points |
| ------------------ | ---------- | ------------------- | ------ |
| Médaille d'or      | Chine      | Peng Bo             | 787,38 |
| Médaille d'argent  | Canada     | Alexandre Despatie  | 755,97 |
| Médaille de bronze | Russie     | Dmitri Sautin       | 753,27 |
| 4                  | Chine      | Wang Feng           | 750,72 |
| 5                  | Mexique    | Fernando Platas     | 704,25 |
| 6                  | États-Unis | Troy Dumais         | 701,46 |
| 7                  | Russie     | Alexander Dobroskok | 697,29 |
| 8                  | Japon      | Ken Terauchi        | 690,00 |
| 9                  | Brésil     | Cesar Castro        | 662,97 |
| 10                 | Mexique    | Rommel Pacheco      | 642,69 |
| 11                 | Ukraine    | Dmytro Lysenko      | 629,64 |
| 12                 | Australie  | Robert Newbery      | 620,34 |

| Rang               | Pays       | Plongeuse        | Points |
| ------------------ | ---------- | ---------------- | ------ |
| Médaille d'or      | Chine      | Guo Jingjing     | 633,15 |
| Médaille d'argent  | Chine      | Wu Minxia        | 612,00 |
| Médaille de bronze | Russie     | Ioulia Pakhalina | 610,62 |
| 4                  | Russie     | Vera Ilina       | 589,11 |
| 5                  | Canada     | Blythe Hartley   | 573,00 |
| 6                  | Australie  | Loudy Tourky     | 566,94 |
| 7                  | Australie  | Irina Lashko     | 551,97 |
| 8                  | Italie     | Tania Cagnotto   | 550,38 |
| 9                  | États-Unis | Rachelle Kunkel  | 546,72 |
| 10                 | Canada     | Émilie Heymans   | 530,73 |
| 11                 | Allemagne  | Ditte Kotzian    | 509,52 |
| 12                 | Mexique    | Paola Espinosa   | 490,20 |

### Plateforme 10 mètres
| Rang               | Pays        | Plongeur            | Points |
| ------------------ | ----------- | ------------------- | ------ |
| Médaille d'or      | Chine       | Hu Jia              | 748,08 |
| Médaille d'argent  | Australie   | Mathew Helm         | 730,56 |
| Médaille de bronze | Chine       | Tian Liang          | 729,66 |
| 4                  | Canada      | Alexandre Despatie  | 707,46 |
| 5                  | Royaume-Uni | Peter Waterfield    | 669,24 |
| 6                  | Royaume-Uni | Leon Taylor         | 663,12 |
| 7                  | Allemagne   | Heiko Meyer         | 646,56 |
| 8                  | Australie   | Robert Newbery      | 640,65 |
| 9                  | Italie      | Francesco Dell'uomo | 628,77 |
| 10                 | Mexique     | Rommel Pacheco      | 623,40 |
| 11                 | Russie      | Dmitry Dobroskok    | 622,23 |
| 12                 | Colombie    | Juan Guillermo Urán | 605,46 |

| Rang               | Pays       | Pongeuse          | Points |
| ------------------ | ---------- | ----------------- | ------ |
| Médaille d'or      | Australie  | Chantelle Newbery | 590,31 |
| Médaille d'argent  | Chine      | Lao Lishi         | 576,30 |
| Médaille de bronze | Australie  | Loudy Tourky      | 561,66 |
| 4                  | Canada     | Émilie Heymans    | 555,03 |
| 5                  | États-Unis | Laura Wilkinson   | 549,72 |
| 6                  | Chine      | Li Ting           | 546,48 |
| 7                  | Canada     | Myriam Boileau    | 530,25 |
| 8                  | Italie     | Tania Cagnotto    | 518,67 |
| 9                  | Ukraine    | Olena Zhupina     | 497,70 |
| 10                 | États-Unis | Sara Hildebrand   | 484,77 |
| 11                 | Japon      | Takiri Miyazaki   | 479,10 |
| 12                 | Mexique    | Paola Espinosa    | 455,40 |

### Plongeon synchronisé à 3 mètres
| Rang               | Pays        | Plongeur                                       | Points |
| ------------------ | ----------- | ---------------------------------------------- | ------ |
| Médaille d'or      | Grèce       | Thomás Bímis Nikólaos Siranídis                | 353,34 |
| Médaille d'argent  | Allemagne   | Tobias Schellenberg Andreas Wels               | 350,01 |
| Médaille de bronze | Australie   | Steven Barnett Robert Newbery                  | 349,59 |
| 4                  | Cuba        | Jorge Betancourt Garcia Erick Fornaris Alvarez | 338,46 |
| 5                  | Royaume-Uni | Tony Ally Mark Shipman                         | 334,98 |
| 6                  | États-Unis  | Justin Dumais Troy Dumais                      | 327,06 |
| 7                  | Russie      | Alexandre Dobroskok Dmitri Sautin              | 312,24 |
| 8                  | Chine       | Peng Bo Wang Kenan                             | 283,89 |

| Rang               | Pays        | Pongeuse                                  | Points |
| ------------------ | ----------- | ----------------------------------------- | ------ |
| Médaille d'or      | Chine       | Wu Minxia Guo Jingjing                    | 336,90 |
| Médaille d'argent  | Russie      | Vera Ilyina Ioulia Pakhalina              | 330,84 |
| Médaille de bronze | Australie   | Irina Lashko Chantelle Newbery            | 309,30 |
| 4                  | Royaume-Uni | Tandi Gerrard Jane Smith                  | 302,25 |
| 5                  | Mexique     | Laura Sánchez Paola Espinosa              | 286,92 |
| 6                  | Allemagne   | Ditte Kotzian Conny Schmalfuss            | 279,69 |
| 7                  | Canada      | Blythe Hartley Émilie Heymans             | 276,90 |
| 8                  | Grèce       | Diamantina Georgatou Sotiria Koutsopetrou | 270,33 |

### Plongeon synchronisé à 10 mètres
| Rang               | Pays        | Plongeur                            | Points |
| ------------------ | ----------- | ----------------------------------- | ------ |
| Médaille d'or      | Chine       | Tian Liang Yang Jinghui             | 383,88 |
| Médaille d'argent  | Royaume-Uni | Peter Waterfield Leon Taylor        | 371,52 |
| Médaille de bronze | Australie   | Mathew Helm Robert Newbery          | 366,84 |
| 4                  | Ukraine     | Roman Volod'kov Anton Zakharov      | 357,66 |
| 5                  | Canada      | Philippe Comtois Alexandre Despatie | 351,90 |
| 6                  | Russie      | Dmitry Dobroskok Gleb Galperin      | 348,60 |
| 7                  | Grèce       | Sotirios Trakas Ioannis Gavriilidis | 331,44 |
| 8                  | États-Unis  | Mark Ruiz Kyle Prandi               | 325,44 |

| Rang               | Pays       | Pongeuse                           | Points |
| ------------------ | ---------- | ---------------------------------- | ------ |
| Médaille d'or      | Chine      | Lao Lishi Li Ting                  | 352,14 |
| Médaille d'argent  | Russie     | Natalia Goncharova Yulia Koltunova | 340,92 |
| Médaille de bronze | Canada     | Blythe Hartley Émilie Heymans      | 327,78 |
| 4                  | Australie  | Lynda Folauhola Loudy Tourky       | 313,92 |
| 5                  | Mexique    | Jashia Luna Paola Espinosa         | 307,74 |
| 6                  | Allemagne  | Annett Gamm Nora Subschinski       | 303,30 |
| 7                  | États-Unis | Kasandra Carrdinel Sara Hildebrand | 302,22 |
| 8                  | Grèce      | Eftihia Pappa Florentia Sfakianou  | 272,40 |

## Source
- (en) Résultats du plongeon, Yahoo!.